# 布劳费尔登
布劳费尔登是德国巴登-符腾堡州的一个市镇。总面积90.18平方公里，总人口5172人，其中男性2671人，女性2501人（2011年12月31日），人口密度57人/平方公里。